# Mama
Mama, i marknadsföringssammanhang skrivet mama, är ett svenskt livsstilsmagasin för mammor som handlar om  graviditet, förlossning och mammaliv. Tidningen ges ut av Expressen Lifestyle och målgruppen är gravida kvinnor och mammor med barn i åldern 0–12 år. Tidningen startades i april 2003 och utkommer idag med 6 nummer per år, därtill daglig digital publicering. 
Varje år i november anordnas eventet Årets mama, där såväl kända som okända mammor hyllas under parollen "Mammor som gör skillnad". 
Tidningen har fått ett flertal utmärkelser och nomineringar: Årets tidskrift Populärpress (2007, Sveriges Tidskrifter), Årets omslag (2013, Sveriges Tidskrifter), Årets omslag (2017, Sveriges Tidskrifter), Årets tidskriftsevent (2018, Sveriges Tidskrifter), Årets rättighetsinnehavare (2018, Gyllene Hjulet). 
Mama är en del av Expressen Lifestyle/Bonnier News. 

## Chefredaktörer
- Carina Nunstedt (grundare) 2003–2007[1]
- Anna Zethraeus 2007–2012[1]
- Rebecka Edgren Aldén 2012–2014[2]
- Linda Öhrn Lernström 2014–2015[3]
- Louise Bratt Tidmarsh 2015–2021[4]

- Emelie Lindblom Dalén 2021–[5]